# Příběhy ze Shakespeara
Příběhy ze Shakespeara (1807, Tales from Shakespeare designed for the Use of Young People) je kniha anglického romantického spisovatele Charlese Lamba a jeho sestry Mary Ann. Jedná se o převyprávění dvaceti, podle autorů knihy nejznámějších, divadelních her Williama Shakespeara formou, přístupnou pro děti a mládež.

## Vznik a historie knihy
Kniha vznikla ve spolupráci Charlese Lamba a jeho starší sestry Mary Ann (1765-1847). Lamb se o svou sestru, která trpěla těžkou duševní chorobou (v záchvatu šílenství dokonce roku 1796 zabila jejich matku) pečlivě staral a podporoval její literární sklony. Společně s ní napsal několik knih a tato je z nich nejznámější. Lamb převyprávěl tragédie a jeho sestra komedie a pohádkové hry. Kniha však dlouho vycházela jen pod jeho jménem, aby byla Mary Ann ochráněna před nechtěnou publicitou. Kromě mnoha anglických vydání byla kniha přeložena do několika jazyků včetně češtiny.

## Obsah knihy

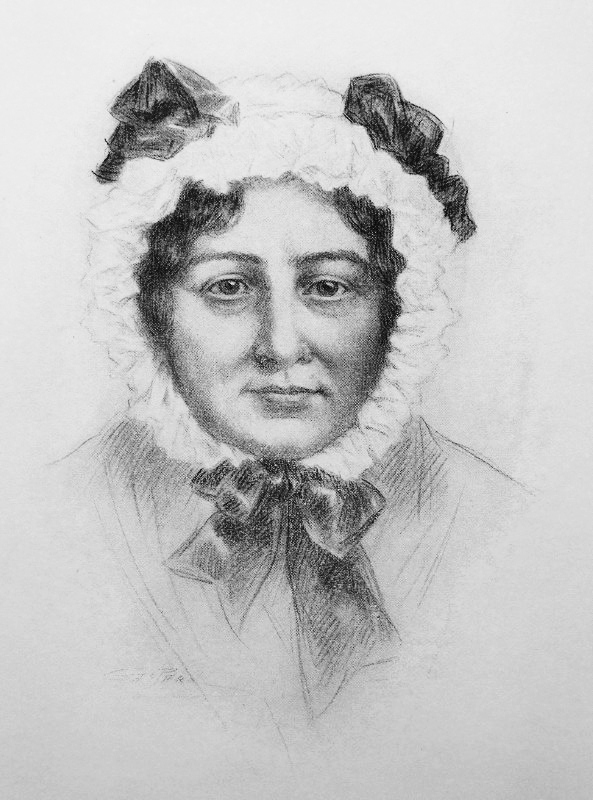
Mary Ann Lambová

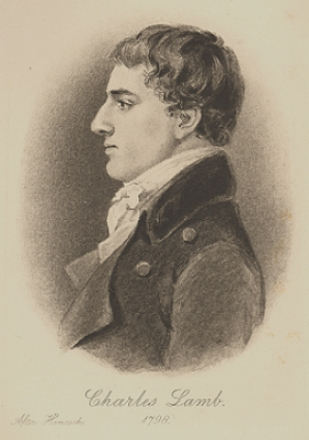
Charles Lamb

První vydání knihy vyšlo v nakladatelství The Juvenile Library (Juvenilní knihovna), které pod pseudonymem Thomas Hodgkins založil William Godwin. Kniha měla dva díly a obsahovala převyprávění následujících Shakespearových her (v závorce za názvem knihy je uveden autor převyprávění):
- Bouře (Mary Ann Lambová)
- Sen noci svatojánské (Mary Ann Lambová)
- Zimní pohádka (Mary Ann Lambová)
- Mnoho povyku pro nic (Mary Ann Lambová)
- Jak se vám líbí (Mary Ann Lambová)
- Dva šlechtici z Verony (Mary Ann Lambová)
- Kupec benátský (Mary Ann Lambová)
- Cymbelín (Mary AnnLambová)
- Král Lear (Charles Lamb)
- Macbeth (Charles Lamb)
- Dobrý konec vše napraví (Mary Ann Lambová)
- Zkrocení zlé ženy (Mary Ann Lambová)
- Komedie omylů (Mary Ann Lambová)
- Něco za něco (Mary Ann Lambová)
- Večer tříkrálový (Mary Ann Lambová)
- Timon Athénský (Charles Lamb)
- Romeo a Julie (Charles Lamb)
- Hamlet (Charles Lamb)
- Othello (Charles Lamb)
- Perikes (Mary Ann Lambová)

V letech 1893–1894 bylo americké vydání knihy doplněno dalšími šestnácti příběhy od Harrisona S. Morrise (1856–1948) a vydáno ve čtyřech dílech pod názvem Tales from Shakespeare including those by Charles and Mary Lamb, with a continuation by Harrison S. Morris.

## Česká vydání a variace
- Příběhy ze Shakespeara, Praha: Aventinum 1993, přeložil Jiří Josek, znovu 1994 a 1996.
- Příběhy z her/Willam Shakespeare, Praha: Aventinum 2011, první část založenou na Lambově díle přeložil Jan Hendriks, druhou doplnil vlastním převyprávěním dalších her Vladimír Hulpach.
- Tales from Shakespeare – Příběhy Wiliama Shakespeara, Praha: Garamond 2015, dvojjazyčný výbor, přeložil Lukáš Houdek.

Český pedagog a literární historik Jan Kabelík vydal roku 1899 knihu Povídky ze Shakespeara (Telč: Emil Šolc). Kniha obsahuje převyprávění devatenácti Shalespearových her a v její předmluvě se autor odvolává na Charlese Lamba a vysvětluje, proč svoje převyprávění pojal poněkud odlišně.

## Galerie ilustrací

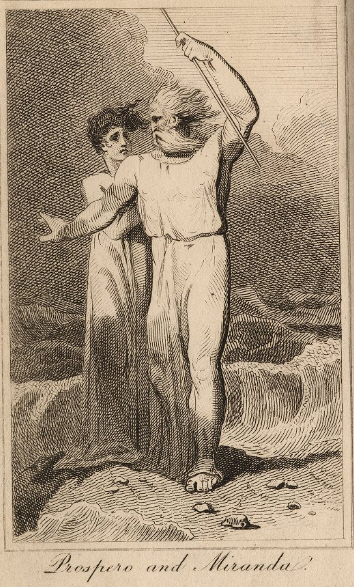
William Mulready: Bouře, ilustrace z roku 1807.
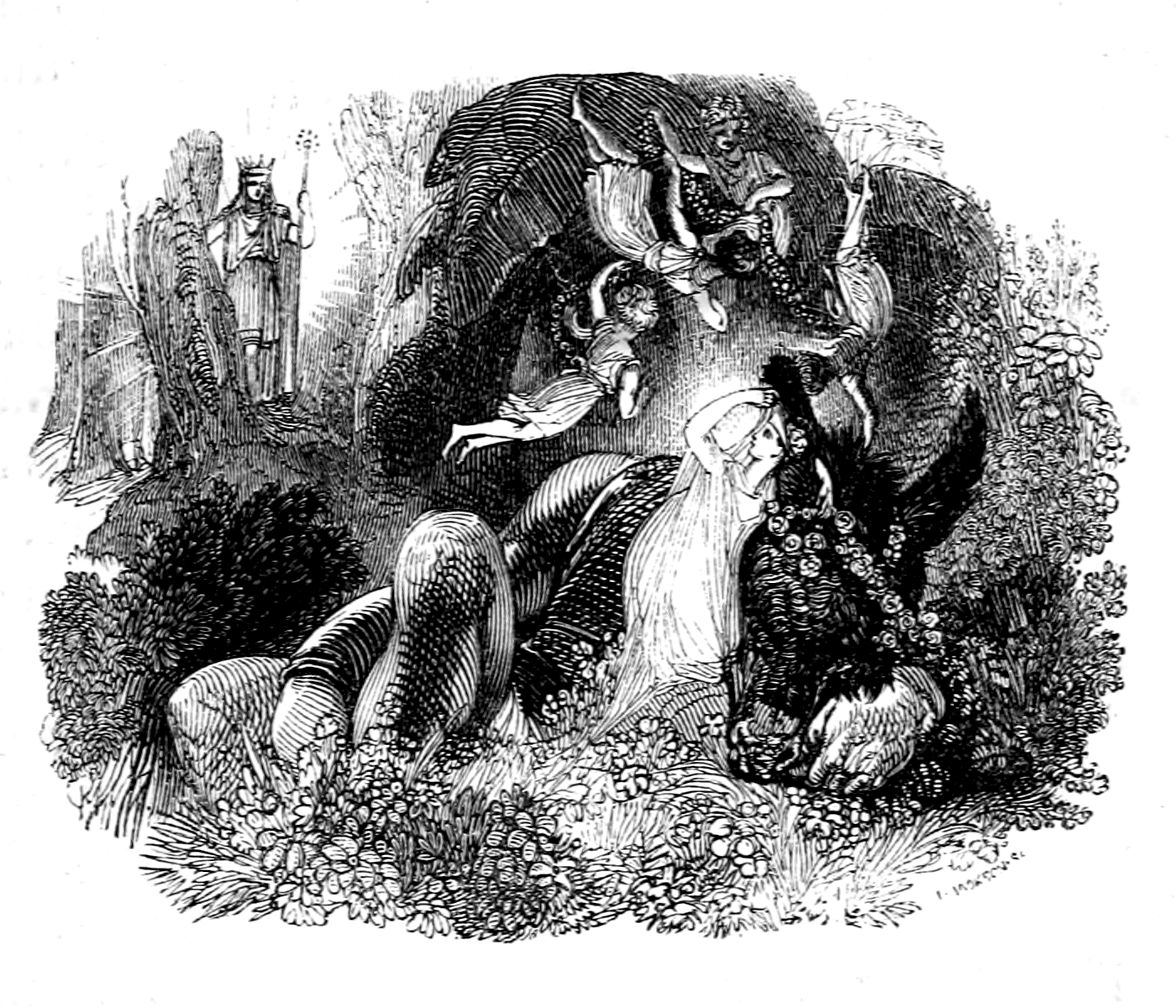
William Harvey: Sen noci svatojánské, ilustrace z roku 1831.
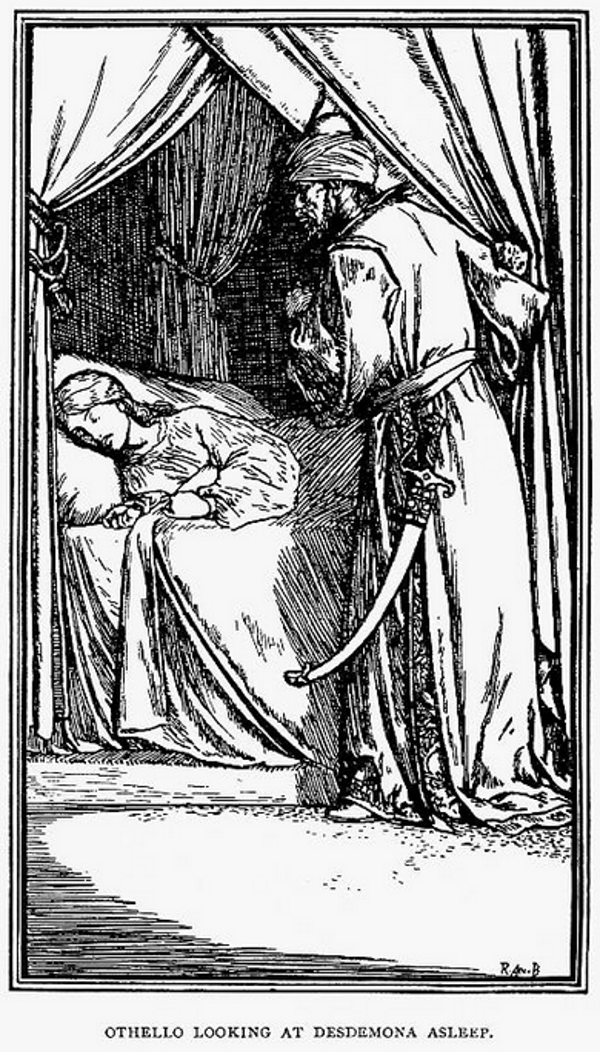
Robert Anning Bell: Othello, ilustrace z roku 1899.
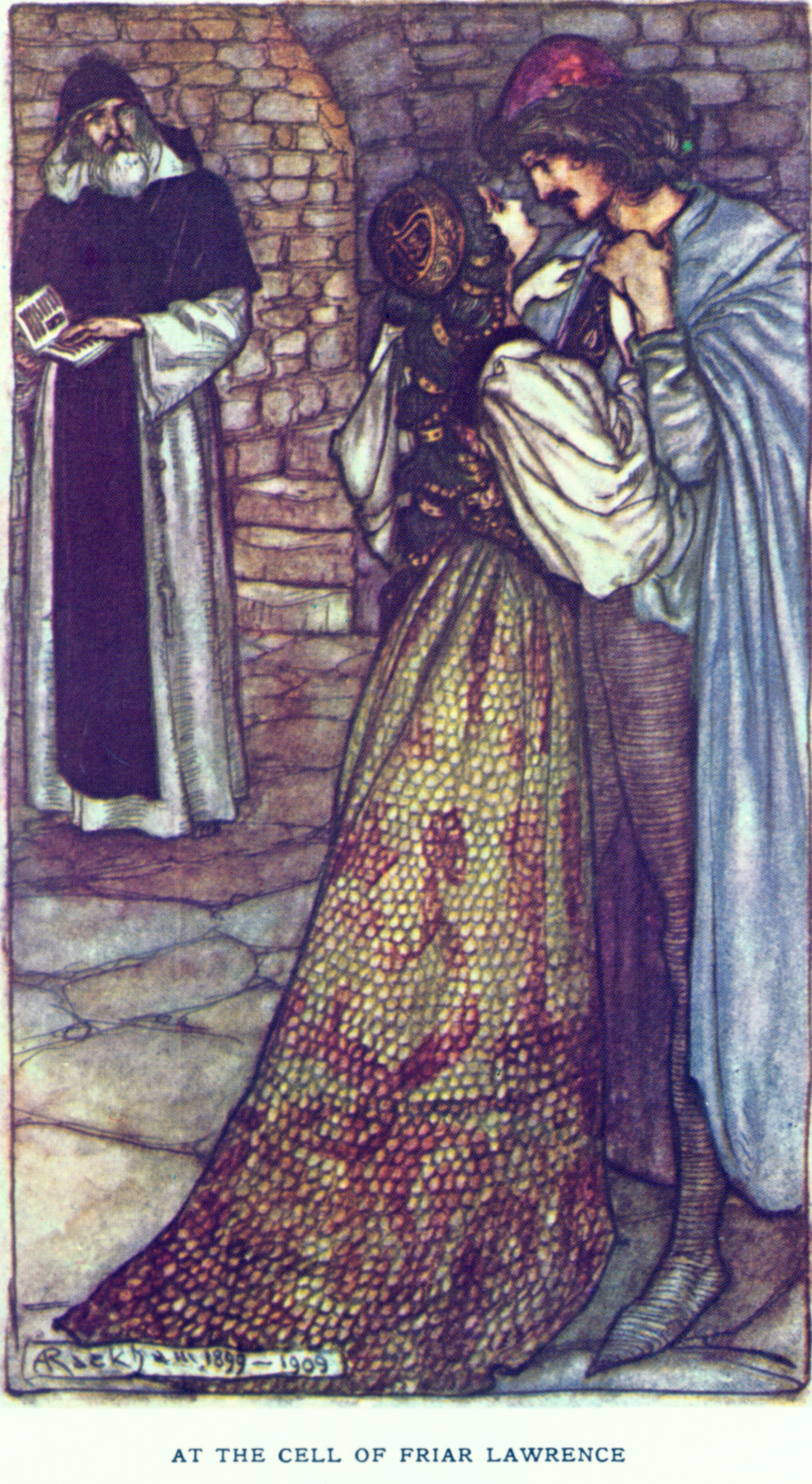
Arthur Rackham: Romeo a Julie, ilustrace z roku 1909.
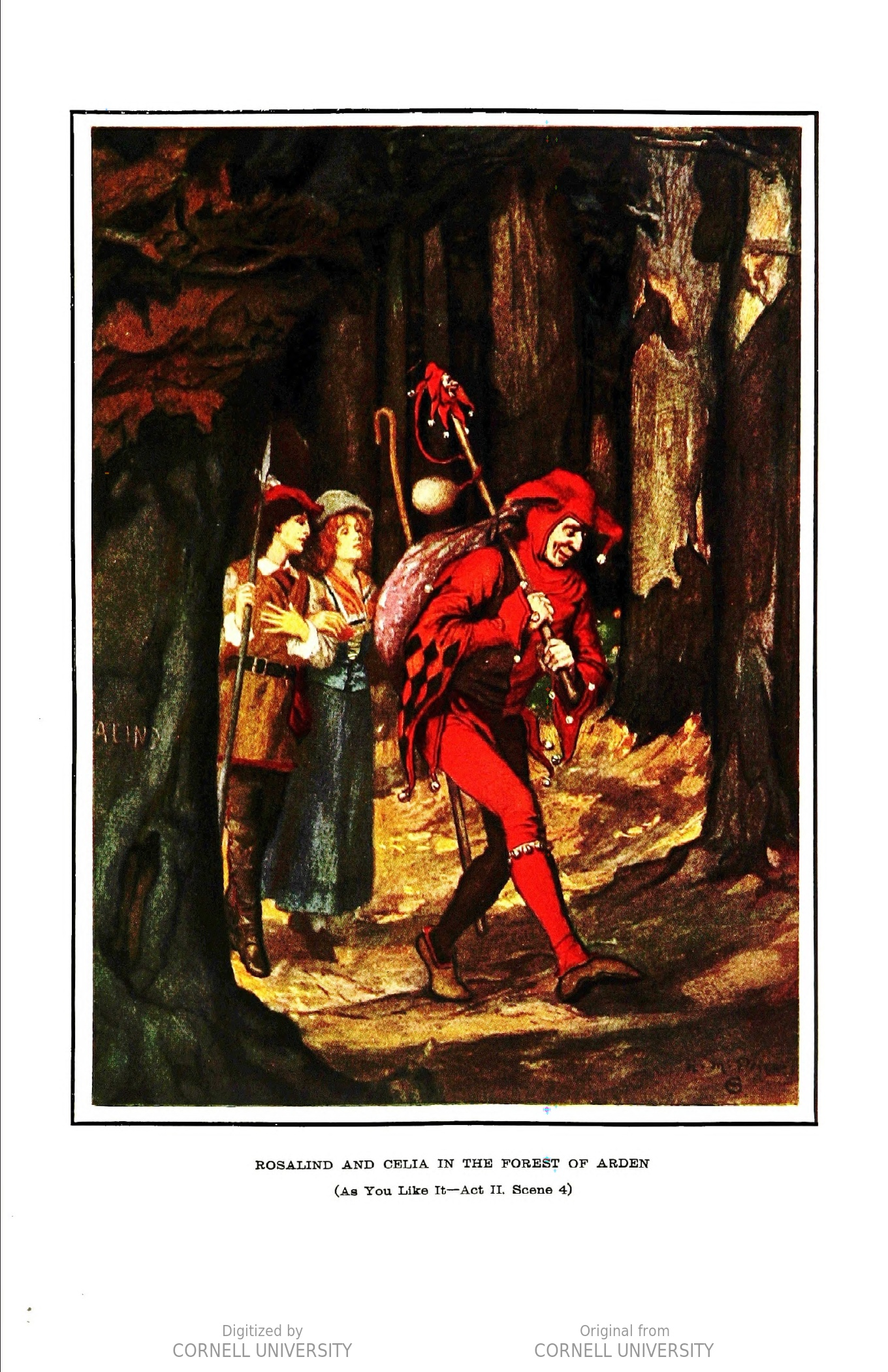
Norman Mills Price: Jak se vám líbí, ilustrace z roku 1915.
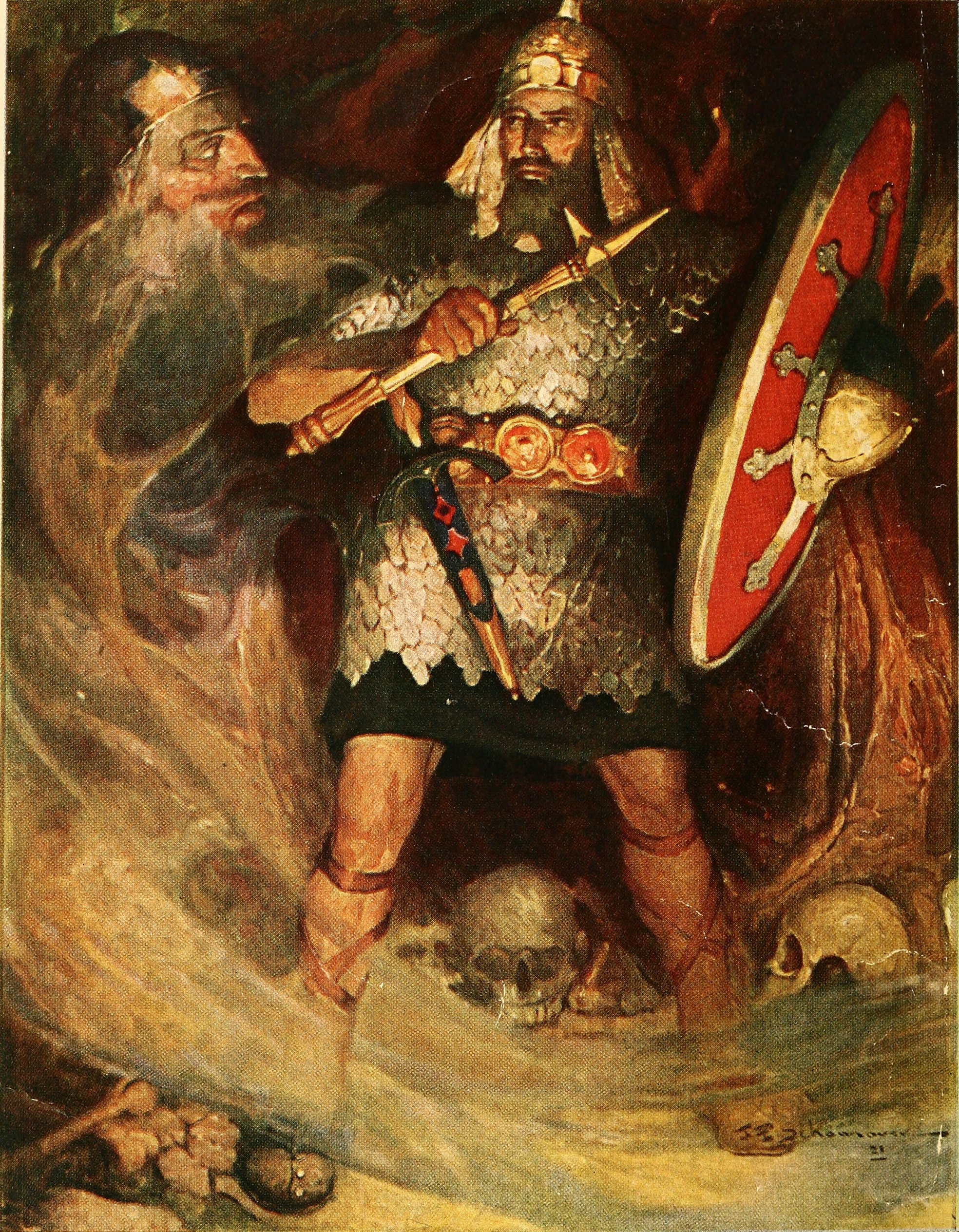
Louis Rhead_ Macbeth, ilustrace z roku 1918.